# Madeleine Hessérus
Ulla Frida Madeleine Hessérus Svärdström, född Hessérus 21 november 1953 i Stockholm, är en svensk författare och dramatiker. 
Hessérus skrev under 1990-talet dramatik och debuterade som skönlitterär författare 1997. Hennes prosa har beskrivits som präglad av dov psykologisk spänning med finslipat språk och originella ämnesval. Hon har översatts till flera språk.
Hessérus föddes i Stockholm men familjen flyttade till Västerås där hon växte upp. Hon utbildade sig först till dansare men tvingades efter en fotskada att ge upp dansen. Hon studerade därefter medicin och har en medicinsk kandidatexamen. Före författardebuten arbetade hon i flera år inom vården, inom teatern och som lärare.
Hon debuterade år 1997 med novellsamlingen Inte vackrare än i Valparaíso och har skrivit flera romaner.